# Pohang
Pohang (kor. 포항시) – miasto portowe w Korei Południowej, w prowincji Gyeongsang Północny, nad Morzem Japońskim. W 2005 r. miasto to na powierzchni 1127,24 km² zamieszkiwało 516 105 osób. Pohang jest jednym z najszybciej rozwijających się miast w kraju. W mieście rozwinął się przemysł chemiczny, stoczniowy, maszynowy, materiałów budowlanych oraz spożywczy.
W mieście znajduje się hala sportowa Pohang Arena.

## Współpraca
- Chińska Republika Ludowa: Hunchun
- Korea Południowa: Gwangyang, Suwon, Nowon-gu
- Stany Zjednoczone: Long Beach, Pittsburg
- Japonia: Fukuyama